# Fabian Cancellara
Fabian Cancellara (Wohlen bei Bern, 18 marzo 1981) è un ex ciclista su strada svizzero di origini italiane.
Professionista dal 2001 al 2016, soprannominato la Locomotiva di Berna e Spartacus, era uno specialista delle corse a cronometro, delle corse di un giorno e delle brevi gare a tappe, avendo vinto in carriera quattro campionati del mondo a cronometro (nel 2006, 2007, 2009 e 2010) – cui se ne aggiungono due come juniores – e due prove contro il tempo ai Giochi olimpici (nel 2008 e 2016); nel proprio palmarès vanta inoltre una edizione della Milano-Sanremo (nel 2008), tre del Giro delle Fiandre (nel 2010, 2013 e 2014), tre della Parigi-Roubaix (nel 2006, 2010 e 2013) e tre delle Strade Bianche (nel 2008, 2012 e 2016), oltre a una Tirreno-Adriatico (nel 2008), un Giro di Svizzera (nel 2009), otto tappe al Tour de France e tre alla Vuelta a España.

## Biografia
Fabian Cancellara nacque a Wohlen bei Bern, figlio di un immigrato italiano, Donato, di San Fele, in provincia di Potenza, il quale si trasferì in Svizzera a 18 anni per svolgere il mestiere di elettricista, trovando impiego come installatore presso un'azienda di condizionatori d'aria; alcuni parenti del ciclista risiedono ancora a San Fele e ad Atella, in Basilicata. Di Atella era anche suo nonno paterno.
Cancellara abita ad Ittigen, un sobborgo di Berna, con la moglie Stefanie, che gestisce un salone di parrucchiera, e le figlie Giuliana ed Elina, nate rispettivamente il 30 ottobre 2006 ed il 12 luglio 2012. In precedenza ha vissuto per alcuni anni in provincia di Treviso: qui era infatti la sede del gruppo sportivo Fassa Bortolo, la squadra per cui ha corso dal 2003 al 2005. Parla tedesco, francese, inglese, spagnolo ed italiano.

## Carriera

### Gli esordi e i primi anni da professionista alla Mapei e alla Fassa Bortolo
Cancellara comincia con il ciclismo all'età di tredici anni, dopo aver trovato una bicicletta nel garage del padre: fino a quel momento aveva sempre preferito il calcio. Tra gli juniores pratica anche pista e ciclocross, ma è su strada che ottiene i risultati principali: vince infatti per due volte la medaglia d'oro della prova a cronometro di categoria ai campionati mondiali, nel 1998 a Valkenburg e nel 1999 a Verona. Nel 2000 si aggiudica la trentasettesima edizione del Gran Premio Palio del Recioto, una delle più importanti corse del panorama dilettantistico, superando allo sprint Franco Pellizotti e Pavel Zerzan.
Passa professionista nel 2001 con la Mapei-Quick Step, formazione italiana per cui già aveva firmato un contratto nel 1999, trovando in squadra corridori già affermati come Johan Museeuw e Paolo Bettini. Nel periodo alla Mapei vince undici corse, inclusi due International Tour of Rhodes nell'isola di Rodi, il Grand Prix Eddy Merckx in coppia con l'ungherese László Bodrogi e il campionato svizzero a cronometro, primo di sei successi consecutivi. Nel 2003 si trasferisce alla Fassa Bortolo: in quell'anno vince il cronoprologo del Tour de Romandie, lungo poco più di tre chilometri e disputato nella città vecchia di Ginevra, e quello del Tour de Suisse.

### Dal 2004 al 2007: la Roubaix e i primi due mondiali

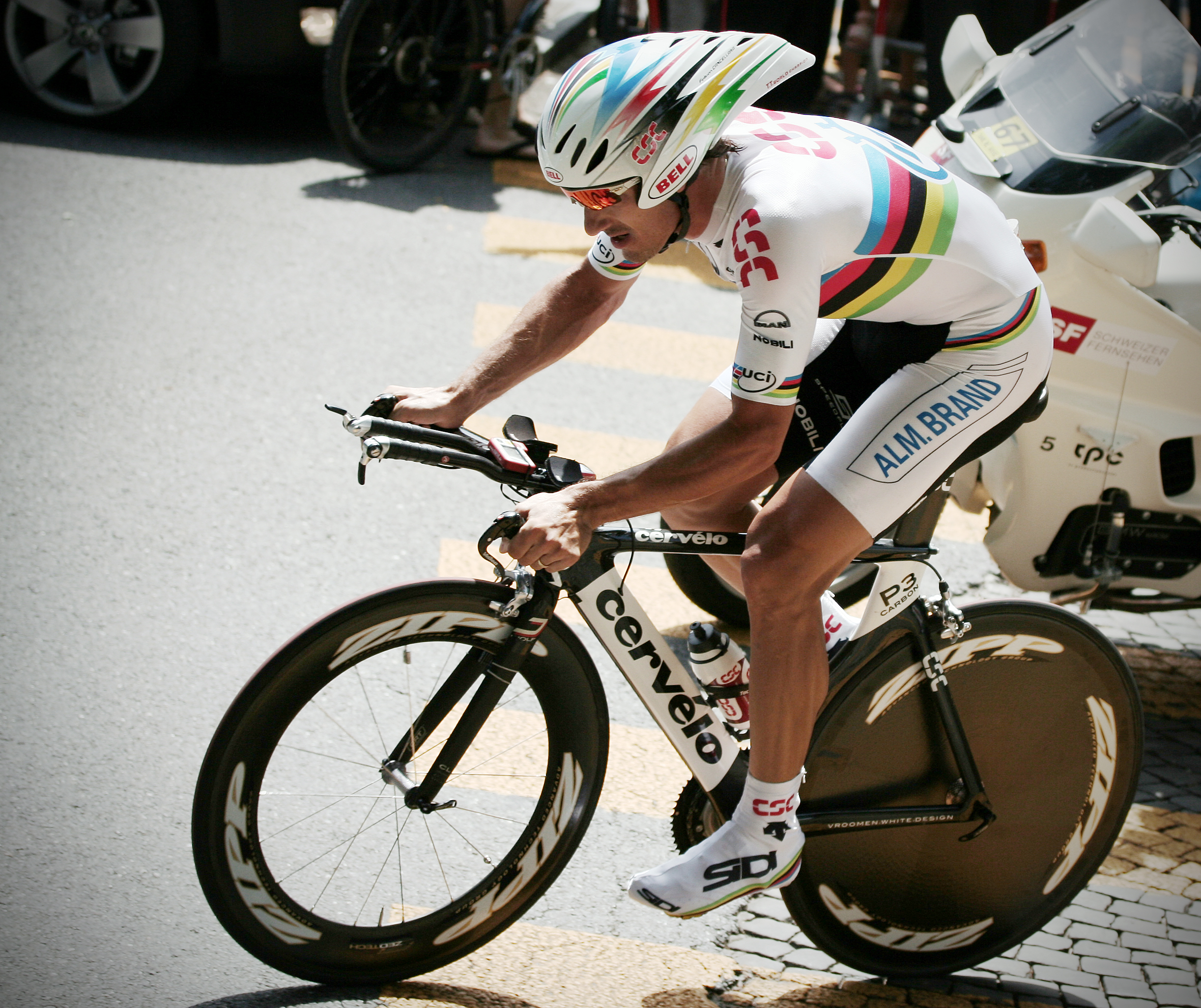
Cancellara impegnato in una cronometro al Tour de Suisse 2007

Cancellara inizia il 2004 facendo sua una tappa alla Setmana Catalana battendo Erik Zabel in volata e classificandosi quarto alla Parigi-Roubaix, superato sul traguardo dai suoi tre compagni di fuga Magnus Bäckstedt, Tristan Hoffman e Roger Hammond. In estate, dopo essersi aggiudicato nuovamente il titolo svizzero contro il tempo, prende parte per la prima volta al Tour de France: a sorpresa vince il cronoprologo, staccando di due secondi il campione in carica Lance Armstrong, e veste la sua prima maglia gialla, che terrà per soli due giorni; i 53,561 km/h di media con cui percorre i 6100 metri del tracciato di Liegi la rendono peraltro la terza miglior prestazione assoluta in un prologo alla Grande Boucle. Nell'anno seguente vince alcune tappe in corse minori: tra esse, in marzo, la cronometro finale della Setmana Catalana, 17 chilometri coperti a 52,352 km/h di media. In settembre ottiene quindi un terzo posto nel campionato del mondo a cronometro di Madrid.
Per il 2006 passa al Team CSC diretto da Bjarne Riis. In aprile, dopo il sesto posto al Giro delle Fiandre, si impone in solitaria alla Parigi-Roubaix, prima sua affermazione in una classica, in una gara caratterizzata dalla squalifica del secondo, del terzo e del quarto classificato, rispettivamente Leif Hoste, Peter Van Petegem e Vladimir Gusev, colpevoli di aver attraversato un passaggio a livello con barriere abbassate per l'imminente passaggio di un treno. In estate si riconferma campione nazionale contro il tempo e vince il Giro di Danimarca, mentre ai mondiali di Salisburgo diventa per la prima volta campione mondiale a cronometro.
Nella stagione successiva si ripresenta nel nord Europa con l'obiettivo di confermarsi alla Parigi-Roubaix, ottenendo solo il diciannovesimo posto. In maggio corre per la prima volta il Giro d'Italia nel quale, escluso un tentativo di fuga, rimane nell'ombra ritirandosi nel corso della dodicesima tappa. In giugno si riscatta facendo suo ancora una volta il campionato nazionale a cronometro, nonché il prologo e la cronometro finale al Tour de Suisse. Al Tour de France vince il prologo di Londra, a 53,660 km/h di media, e, con una progressione sul pavé al penultimo chilometro, la tappa di Compiègne, indossando la maglia gialla di leader per sette giorni consecutivi. Nel settembre dello stesso anno vince la seconda medaglia d'oro consecutiva nella prova a cronometro ai campionati mondiali di Stoccarda; sul podio con lui salgono László Bodrogi e Stef Clement.

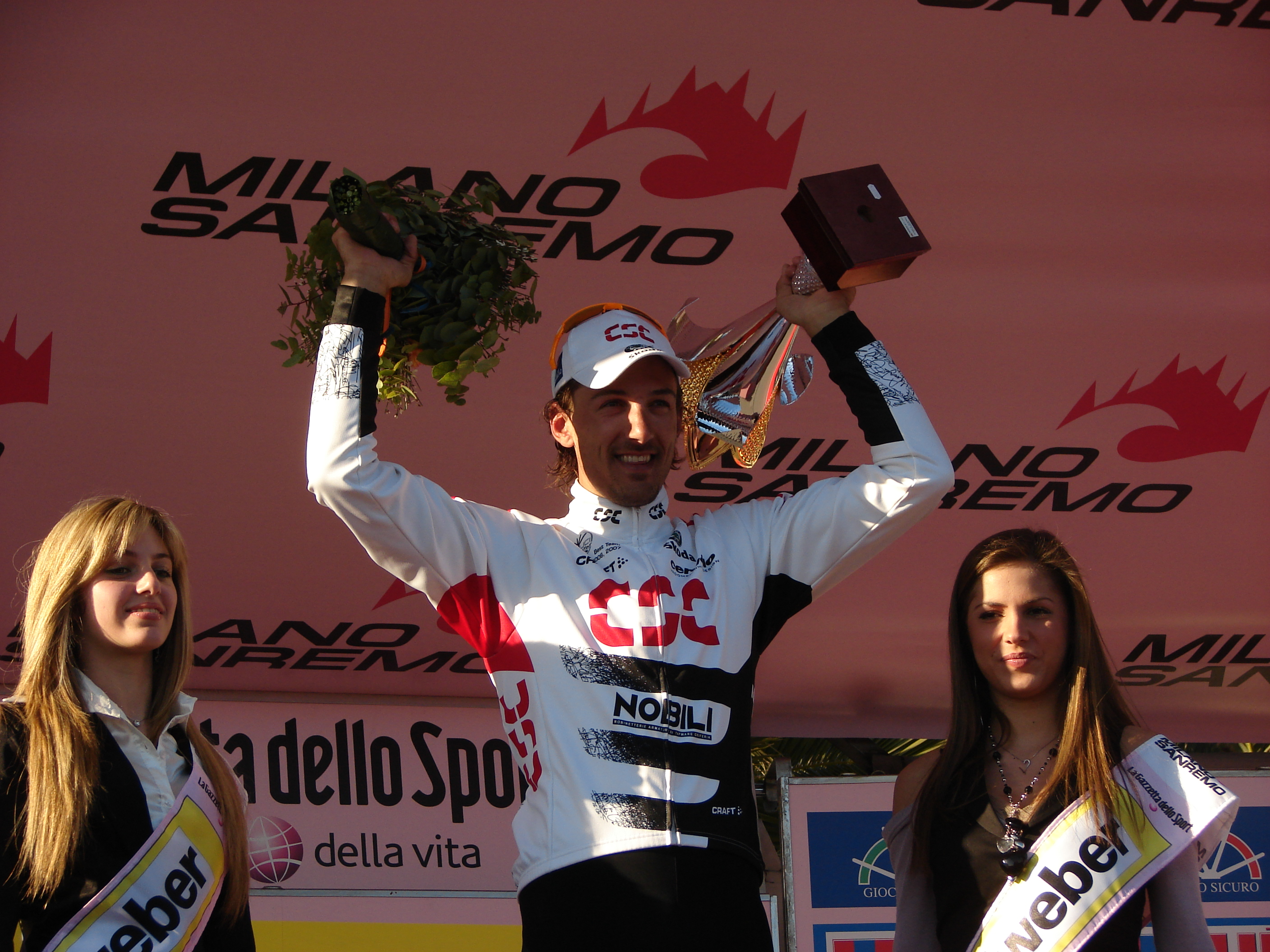
Cancellara (1º) sul podio della Milano-Sanremo 2008

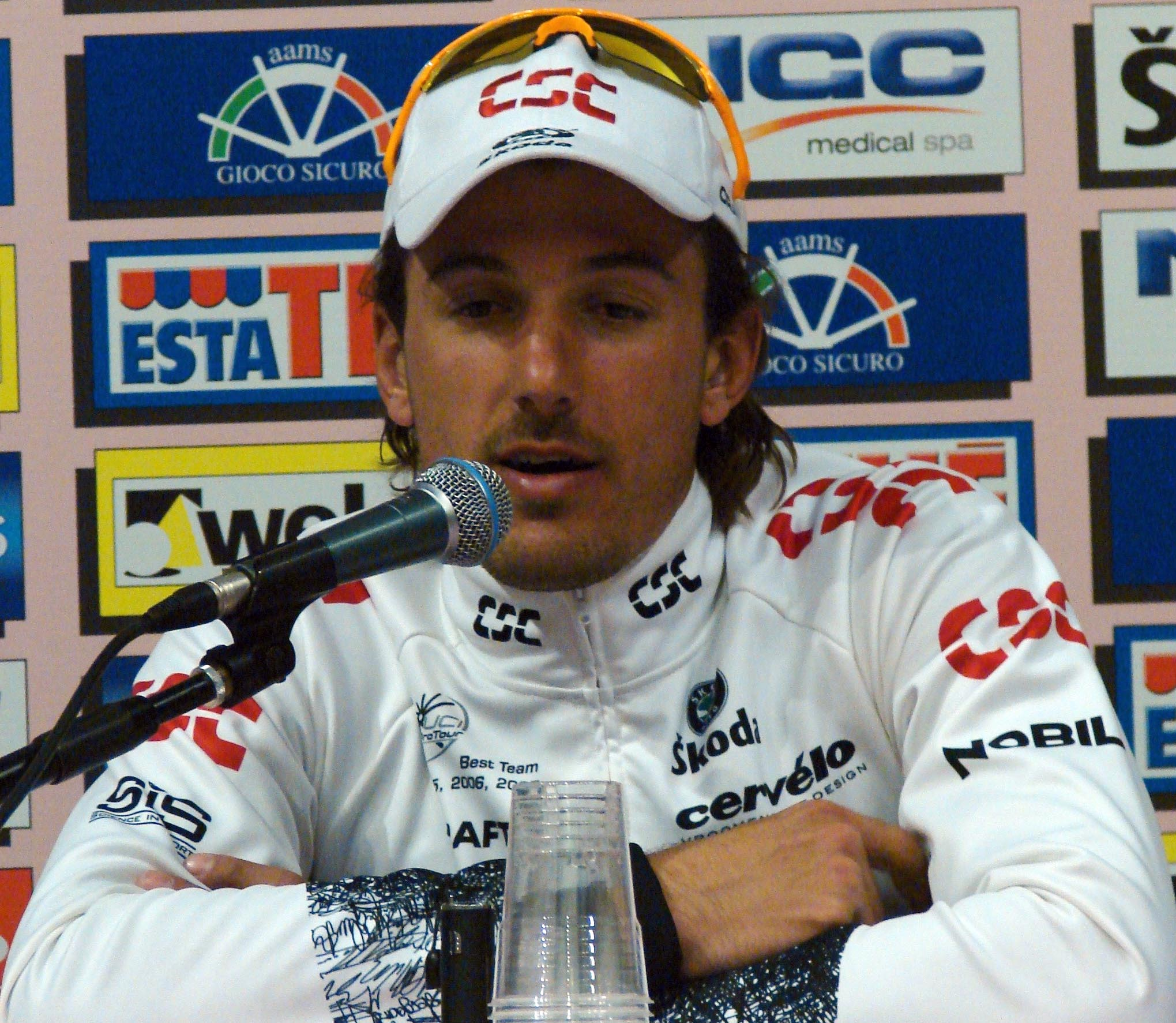
Cancellara alla conferenza stampa della Milano-Sanremo 2008

### Il biennio 2008-2009: la Sanremo, l'Olimpiade e il terzo mondiale
Cancellara ottiene la sua prima vittoria del 2008 nella seconda edizione della Monte Paschi Eroica, battendo in una volata a due Alessandro Ballan sull'arrivo di Piazza del Campo. Dieci giorni dopo, il 18 marzo, si aggiudica la classifica finale della Tirreno-Adriatico mentre il 22 marzo, con uno scatto in solitaria a due chilometri dal traguardo, fa sua la novantanovesima edizione della Milano-Sanremo. Dopo essersi classificato secondo, alle spalle di Tom Boonen, nella Parigi-Roubaix, in giugno vince due tappe in linea al Tour de Suisse, una a Lyss e una a Berna. Nell'agosto dello stesso anno partecipa ai Giochi olimpici di Pechino conseguendo due medaglie, una d'oro nella cronometro e una di bronzo nella prova in linea, diventata poi d'argento il 17 novembre 2009 a causa della squalifica per doping inflitta dal Commissione Disciplinare del CIO al secondo classificato Davide Rebellin, risultato positivo al CERA. In settembre non è presente ai mondiali di Varese.
Nel 2009 la CSC diventa Team Saxo Bank. A inizio stagione Cancellara fa fatica, per sua stessa ammissione, a trovare la giusta condizione fisica: è condizionato prima dalla febbre patita al Tour of California, corsa in cui si aggiudica comunque il prologo, e poi da una infiammazione alla spalla destra dovuta a una caduta in allenamento. Questi problemi di salute non gli permettono di ottenere risultati alla Tirreno-Adriatico, mentre alla Milano-Sanremo dà forfait. In maggio corre undici tappe al Giro d'Italia prima di ritirarsi. Il mese seguente torna invece al successo imponendosi nella classifica generale del Tour de Suisse: vince la cronometro d'apertura a Ruggell ed ottiene la maglia oro di leader, perdendola al terzo giorno e riconquistandola solo nell'ultima tappa, dominando la crono di Berna. In luglio fa sua la cronometro d'apertura del Tour de France nel Principato di Monaco, precedendo Alberto Contador e Bradley Wiggins. Indossa così anche la prima maglia gialla, mantenendola per le successive sei tappe e portando il suo bottino totale di giorni in jaune a 15: supera così sia Ferdi Kübler che Hugo Koblet (fermi rispettivamente a 12 e 11), diventando il primo svizzero in assoluto nella speciale graduatoria. Vince poi la prima tappa della Vuelta a España, una cronometro sul circuito di Assen, percorrendo i 4,8 chilometri alla media di 54 km/h: veste così per la prima volta la maglia amarillo che perderà dopo la quinta tappa e che riprenderà, questa volta per un giorno soltanto, con la cronometro di Valencia.
Il 24 settembre 2009, partendo da favorito, domina anche la prova a cronometro ai mondiali di Mendrisio, in Svizzera, pedalando ad una media di 51,580 km/h e staccando rispettivamente di 1'27" e 2'30" gli avversari meglio classificati, Gustav Larsson e Tony Martin: è la sua terza medaglia d'oro iridata nella massima categoria. Tre giorni dopo è protagonista anche nella prova in linea: attacca più volte venendo sempre ripreso e arrivando quinto.

### Il 2010: la doppietta Fiandre-Roubaix e il quarto mondiale

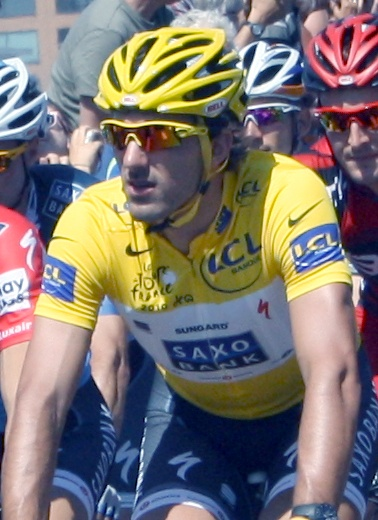
Cancellara in maglia gialla (vestita in carriera in 29 tappe complessive) al Tour de France 2010

Cancellara apre il suo 2010 imponendosi al Tour of Oman, corsa a tappe nella penisola arabica. Tornato in Europa, si aggiudica prima l'E3 Prijs Vlaanderen a Harelbeke lasciando sul posto i compagni di fuga Tom Boonen e Juan Antonio Flecha con uno scatto a 2 km dal traguardo, e poi, il 4 aprile, il Giro delle Fiandre: nell'occasione è protagonista di uno scatto sul muro di Grammont che gli permette di arrivare al traguardo con 1'14" sul secondo classificato Tom Boonen. Nella domenica seguente si impone quindi nella centoottesima edizione della Parigi-Roubaix, concludendo la corsa con 2'05" di vantaggio su Thor Hushovd e Juan Antonio Flecha dopo una cavalcata solitaria iniziata a 50 km dall'arrivo. Sale così a quota quattro vittorie nelle cinque classiche monumento.
Queste due vittorie vengono però messe in discussione da video che alludono all'uso da parte di Cancellara di biciclette dotate di un motore elettrico nascosto, azionabile premendo un tasto sotto il manubrio. L'UCI ha così aperto un'inchiesta, convocando in riunione i rappresentanti dell'industria del ciclismo per chiarire le accuse di manipolazione meccanica della bicicletta del ciclista svizzero. Cancellara, che non è stato indagato per frode sportiva e non ha ricevuto sanzioni per il presunto imbroglio, ha negato ogni accusa. La vicenda ha comunque allarmato il giudice italiano Raffaele Guariniello, che avrebbe poi aperto un'indagine per verificare se fatti simili fossero accaduti anche durante il Giro d'Italia 2010.
Terminati gli strascichi dell'inchiesta, Cancellara partecipa al Tour de Suisse tentando di rivincerlo, ma si deve accontentare della vittoria nel prologo. Al Tour de France vince entrambe le prove contro il tempo (il prologo, sua quarta affermazione alla Grande Boucle in una frazione d'apertura, e l'ultima tappa prima della passerella conclusiva) e veste la maglia gialla per un totale di sei giornate. Nella seconda tappa con arrivo a Spa si rende protagonista di un gesto di fair play, convincendo il gruppo a rallentare per permettere ai corridori coinvolti in una caduta, tra cui i suoi due capitani Andy e Fränk Schleck, di rientrare; così facendo perde però la maglia gialla a favore del fuggitivo e vincitore della tappa Sylvain Chavanel. Riconquista il primato al termine della frazione successiva, con traguardo ad Hainaut e numerosi tratti in pavé caratteristici della Parigi-Roubaix, salvo poi cedere definitivamente la leadership – passata di nuovo a Chavanel – al termine della prima tappa alpina: concluderà centoventunesimo nella generale.
In agosto prende il via alla Vuelta a España ma non ottiene risultati di prestigio, a differenza dell'anno precedente: fallisce infatti anche l'obiettivo di vincere la cronometro di Peñafiel concludendola al terzo posto. Si ritira nel corso della penultima tappa. Il 30 settembre seguente, ai campionati del mondo di Melbourne, vince il suo quarto titolo iridato a cronometro in cinque anni: nell'occasione completa i 45,2 chilometri del tracciato in 58'09", alla media di 47 km/h.

### Il biennio 2011-2012: Team Leopard-Trek e RadioShack-Nissan

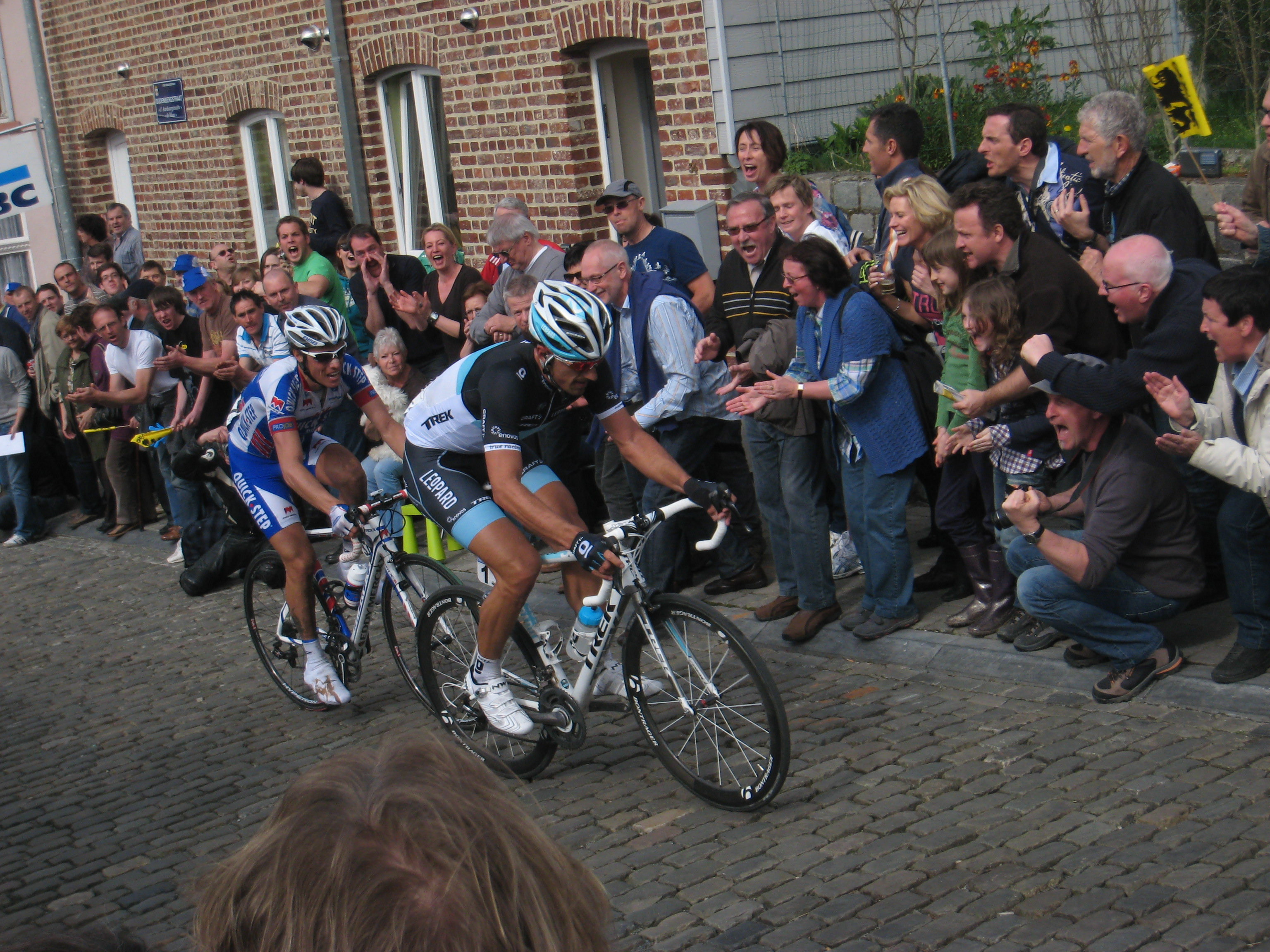
Cancellara in azione al Giro delle Fiandre 2011

Per il 2011 Cancellara segue i fratelli Schleck nella nuova squadra da loro fondata, il Team Leopard-Trek. Inaugura la sua stagione con il secondo posto nel prologo del Tour of Qatar, battuto da Lars Boom. Prende poi il via al Tour of Oman e alla Tirreno-Adriatico: nella gara italiana ottiene, in occasione della cronometro conclusiva di San Benedetto del Tronto, il suo primo successo stagionale. Quattro giorni dopo partecipa alla Milano-Sanremo, viene battuto in volata dall'australiano Matthew Goss e si classifica secondo; allo stesso modo non conserva il titolo di campione del Giro delle Fiandre, perdendo la volata finale contro Nick Nuyens e Sylvain Chavanel. Una settimana più tardi, alla Parigi-Roubaix, Cancellara ottiene un nuovo secondo posto dietro Johan Vansummeren battendo in volata Maarten Tjallingii e Grégory Rast.

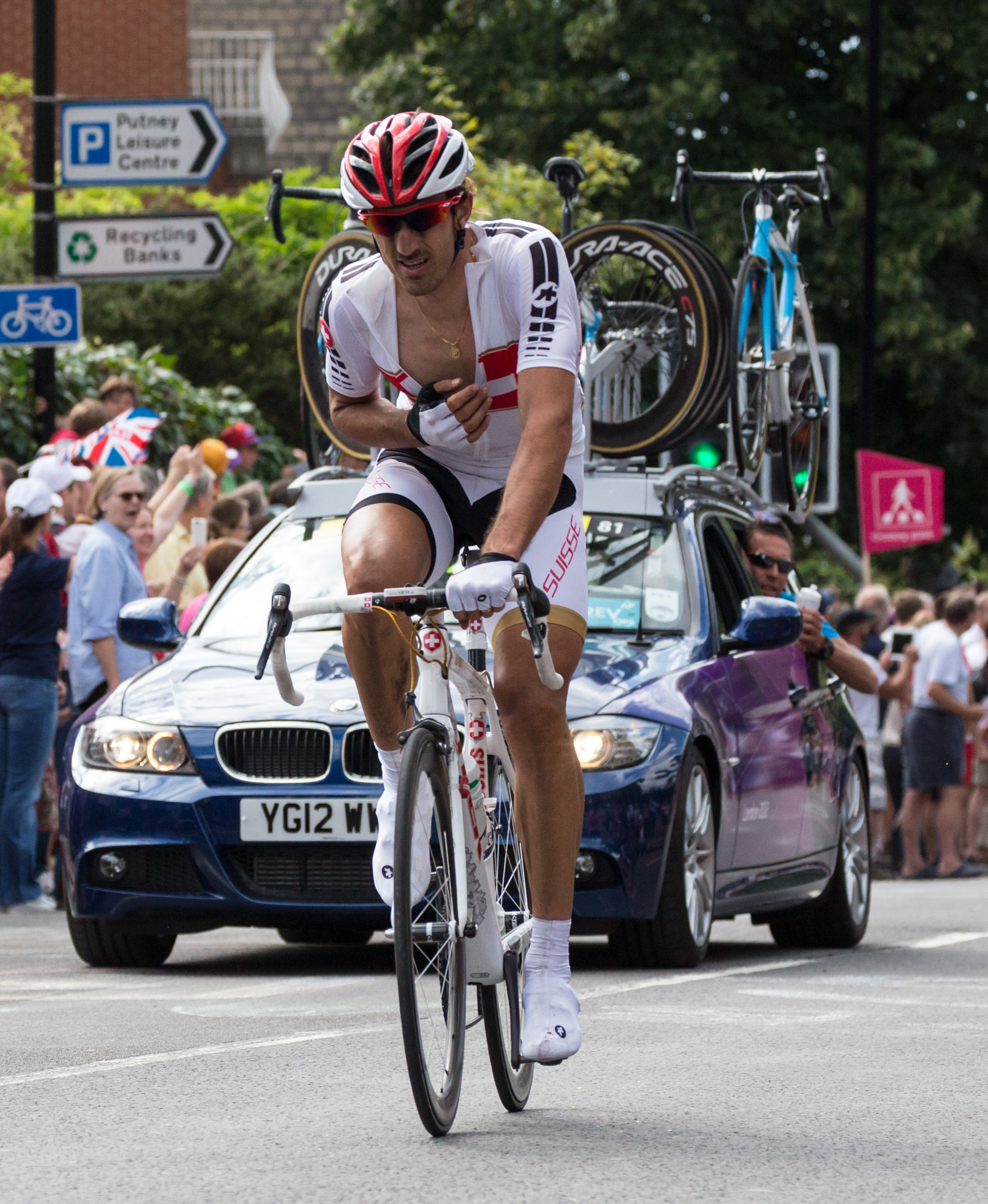
Cancellara durante la prova su strada olimpica di Londra 2012

A giugno ottiene il successo al prologo del Tour de Suisse indossando anche la maglia gialla di leader e, sempre nello stesso mese, per la seconda volta in carriera si aggiudica il titolo nazionale svizzero in linea. In seguito non ottiene vittorie né al Tour né alla Vuelta. Arriva da pluricampione alla cronometro dei campionati del mondo di Copenaghen ma chiude terzo, aggiudicandosi solo la medaglia di bronzo, preceduto da Tony Martin e Bradley Wiggins.
Nel 2012 il portacolori della Leopard-Trek, diventata nel frattempo RadioShack-Nissan, si aggiudica per la seconda volta in carriera la Strade Bianche grazie ad un allungo sullo sterrato delle Tolfe a 12 chilometri dal traguardo. Il 13 marzo vince per il secondo anno consecutivo la settima ed ultima tappa della Tirreno-Adriatico, la cronometro di San Benedetto del Tronto; pochi giorni dopo ottiene quindi il secondo posto nella centotreesima edizione della Milano-Sanremo, preceduto dal solo Simon Gerrans in uno sprint a tre.
Arriva in forma alle classiche di primavera in Belgio, ma una doppia caduta e alcuni problemi meccanici alla bicicletta gli impediscono di giocarsi il finale di gara sia alla E3 Harelbeke che alla Gand-Wevelgem. Successivamente parte tra i favoriti per vincere il Giro delle Fiandre, ma una nuova caduta lo costringe al ritiro e gli procura la frattura in quattro parti della clavicola destra. Il 30 giugno vince il prologo del Tour de France e diventa così il secondo corridore di sempre ad indossare per cinque volte in carriera la maglia gialla nella tappa inaugurale della Grande Boucle: prima di lui ci era riuscito solo Bernard Hinault.
I successivi giorni di gara in testa alla graduatoria gli consentono di portare a 28 il suo bottino di maglie gialle e di diventare il ciclista, tra quelli mai vincitori della corsa, con il maggior numero di maglie di leader all'attivo.
Il prosieguo di stagione vede Cancellara ritornare a competere ai Giochi olimpici di Londra. Durante la prova in linea, mentre si trovava in testa ad una nutrita fuga che si era avvantaggiata sul gruppo, una caduta all'uscita da una curva a una decina di chilometri dall'arrivo compromette ogni sua velleità di vittoria finale. Completa comunque la gara, a circa cinque minuti dal vincitore, il kazako Aleksandr Vinokurov. Quattro giorni dopo l'incidente, scongiurato il rischio di una nuova frattura, tenta la difesa del titolo olimpico a cronometro concludendo però la prova al settimo posto.

### Il 2013: la seconda doppietta Fiandre-Roubaix

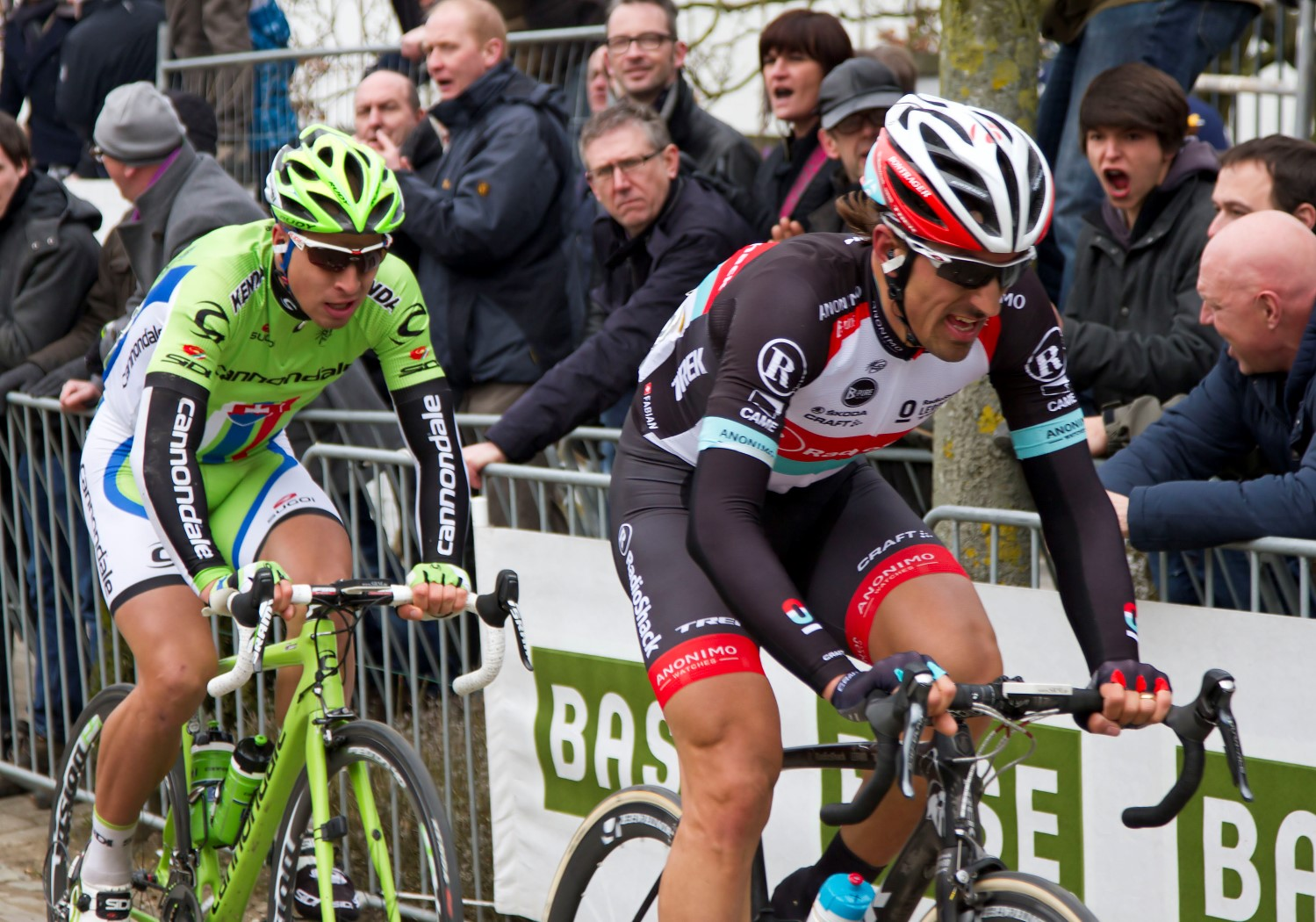
Cancellara davanti a Peter Sagan durante il vittorioso Giro delle Fiandre 2013

Dopo l'infortunio rimediato ai Giochi olimpici, Cancellara comincia la stagione 2013 ancora tra le file della RadioShack-Leopard. In marzo conclude al quarto posto la Strade Bianche, prende poi parte alla Tirreno-Adriatico ottenendo il quarto posto nella cronometro finale. Nello stesso mese coglie il terzo posto alla Milano-Sanremo, battuto in volata da Gerald Ciolek e Peter Sagan; cinque giorni dopo si aggiudica per la terza volta in quattro anni la E3 Harelbeke: nell'occasione stacca tutti gli avversari con un attacco a 35 chilometri dall'arrivo.
Si presenta quindi alle classiche sul pavé come uno dei favoriti. Il 31 marzo conquista per la seconda volta il Giro delle Fiandre: decisiva quel giorno è l'azione sul muro del Paterberg, a 14 chilometri dal traguardo, che permette allo svizzero di staccare il principale rivale, lo slovacco Peter Sagan, e di involarsi solo e vittorioso verso l'arrivo. Sette giorni dopo lo svizzero si aggiudica la sua terza Parigi-Roubaix, battendo in una volata a due il belga Sep Vanmarcke. Grazie a questo successo realizza, dopo quella del 2010, la sua seconda doppietta Fiandre-Roubaix. Il 4 settembre vince l'undicesima tappa della Vuelta a España, la cronometro individuale di Tarazona di 38,8 km.

### Il 2014: il terzo Fiandre

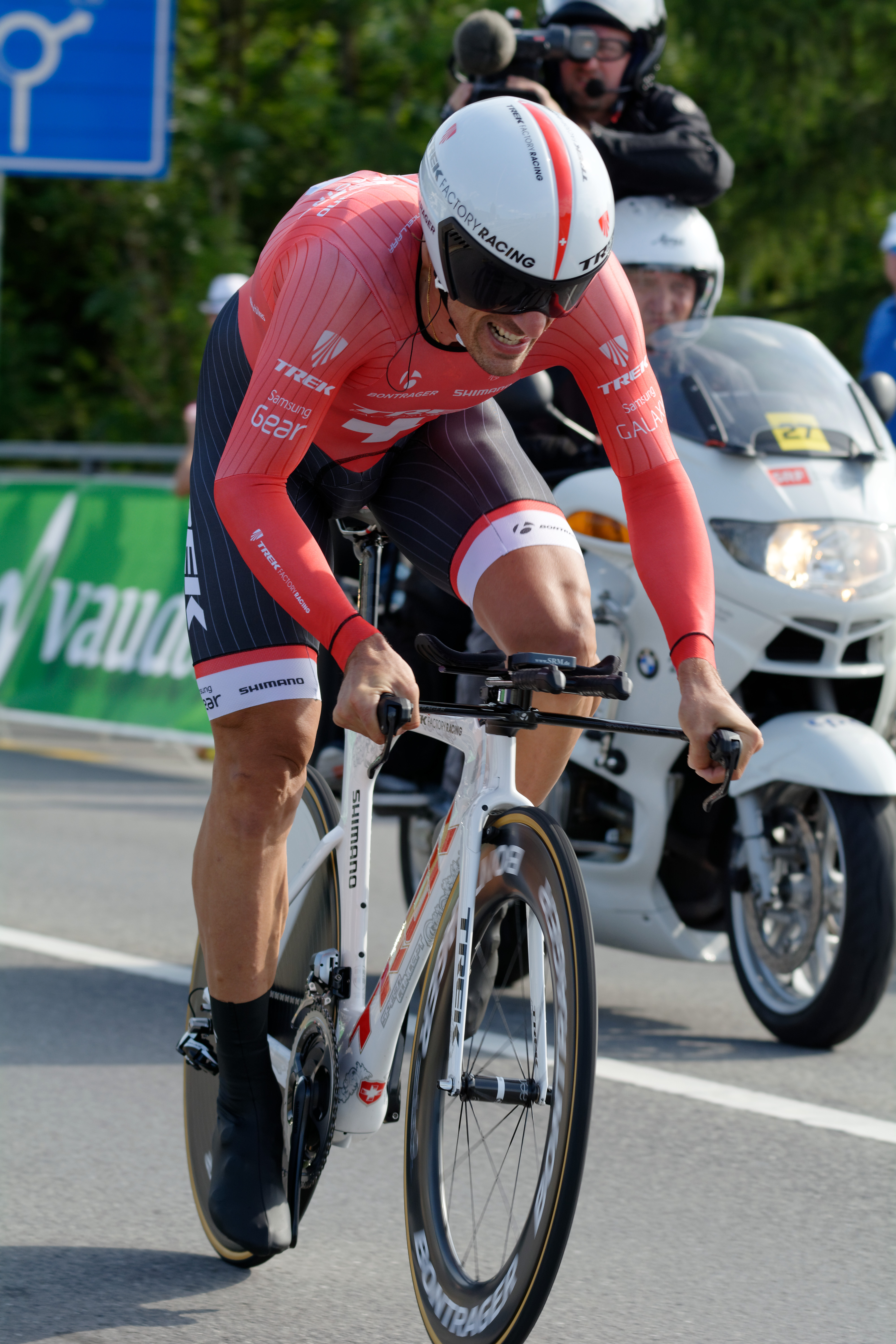
Cancellara impegnato nel prologo del Tour de Suisse 2015

Con la rinominata Trek Factory Racing Cancellara apre la nuova stagione partecipando alle corse asiatiche per prepararsi in vista delle classiche del pavé, suoi grandi obiettivi stagionali. In marzo conclude al sesto posto le Strade Bianche e prende parte alla Tirreno-Adriatico, durante la quale sfiora il successo di tappa nella cronometro conclusiva dove si piazza secondo, dietro all'italiano Adriano Malori. Nello stesso mese coglie l'ennesimo secondo posto (il quarto nella sua carriera) alla Milano-Sanremo, dovendosi arrendere in volata al solo Alexander Kristoff.
Cinque giorni dopo conclude al nono posto la E3 Harelbeke; dopo essere stato coinvolto in una caduta a circa 40 km dal traguardo, inizia una notevole progressione, rimontando posizioni su posizioni ma alla fine deve desistere, dimostrando comunque un ottimo stato di forma. Il primo successo stagionale arriva il 6 aprile al Giro delle Fiandre: nell'occasione attacca sull'Oude Kwaremont insieme al belga Sep Vanmarcke, staccando i principali rivali e andando a riprendere sul Paterberg i due attaccanti Greg Van Avermaet e Stijn Vandenbergh, riuscendo poi a batterli tutti in una volata a quattro. Per l'elvetico si tratta della terza affermazione nella Ronde, la seconda consecutiva. Una settimana dopo si piazza terzo alla Parigi-Roubaix, chiudendo alle spalle di Niki Terpstra, che dopo aver attaccato a 4 km dall'arrivo, giunge al traguardo con 20" su John Degenkolb e "Spartacus".
Nel mese di giugno prende parte al Tour de Suisse, ottenendo come migliori risultati due quarti posti nelle cronometro della prima e della settima tappa, mentre a fine mese si aggiudica per la nona volta in carriera il titolo nazionale svizzero a cronometro, precedendo Stefan Küng e Silvan Dillier. È poi al via in luglio del Tour de France dove ottiene un secondo posto nella nona frazione prima di ritirarsi; in seguito, in agosto corre - senza acuti - la Vuelta a España in preparazione dei campionati del mondo di Ponferrada. All'appuntamento iridato, tuttavia, non riesce ad incidere chiudendo 11º a 7" dal vincitore Michał Kwiatkowski.

### Il 2015: cadute e delusioni
Nel 2015 Cancellara apre la stagione a febbraio partecipando negli Emirati Arabi a Tour of Qatar e Tour of Oman, riuscendo ad imporsi in quest'ultimo nella seconda frazione. In marzo si piazza secondo nel prologo e ottiene il successo nella tappa conclusiva della Tirreno-Adriatico. Dopo aver conseguito un 7º posto alla Milano-Sanremo, è costretto a saltare le classiche di primavera a causa di una caduta all'E3 Harelbeke che gli causa la frattura di due vertebre.
Ripresosi dall'infortunio, torna alle gare al Tour de Suisse dove ottiene un secondo posto nel prologo d'apertura e un terzo nella cronometro finale. Al Tour de France, dopo un terzo posto nella cronometro di apertura, veste la maglia gialla al termine della tappa successiva, grazie al medesimo piazzamento. Tuttavia nella seguente frazione rimane coinvolto in una maxi-caduta che lo costringe al ritiro dalla Grand Boucle; esami ulteriori evidenzieranno la frattura di altre due vertebre. Una volta rimessosi in sella prende il via della Vuelta, ma già alla terza tappa abbandona la corsa per problemi fisici che non gli permettono di partecipare ai successivi campionati del mondo di Richmond, terminando anzitempo la sfortunata stagione.

### Il 2016: l'ultima stagione

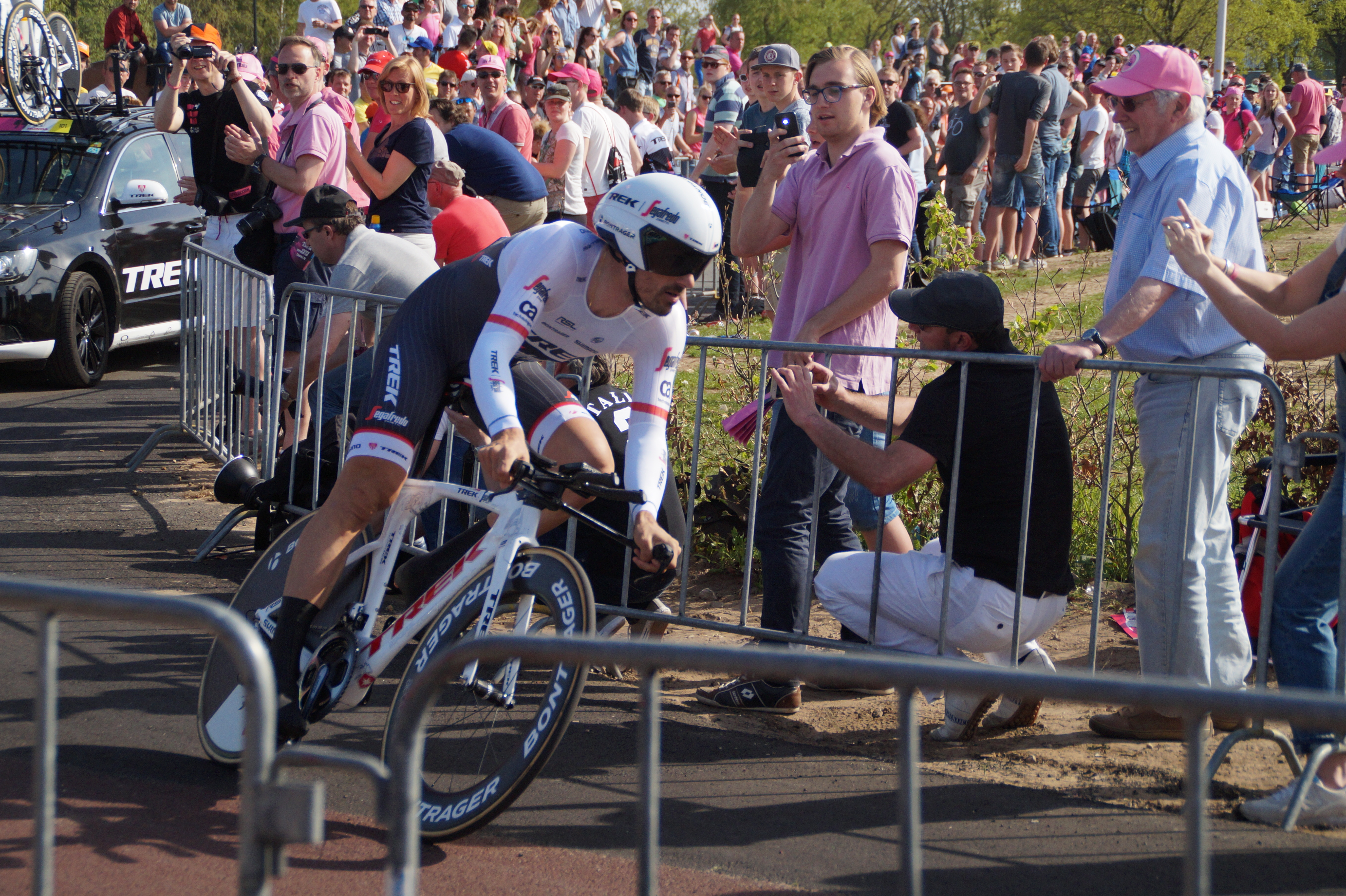
Cancellara nella cronometro d'apertura del Giro d'Italia 2016

L'11 novembre 2015 Cancellara annuncia, in occasione degli annuali Swiss Cycling Awards, che al termine della stagione 2016 appenderà la propria bicicletta al chiodo, dopo sedici anni di professionismo.
Il 30 gennaio inizia la stagione con la ora Trek-Segafredo imponendosi nella prova più dura del Challenge de Mallorca, il trofeo Trofeo Serra de Tramuntana, precedendo il polacco Michał Kwiatkowski e il belga Tiesj Benoot; pochi giorni più tardi prende invece il via del Dubai Tour, classificandosi settimo al termine delle quattro tappe e fornendo un grande apporto alla causa del velocista italiano Giacomo Nizzolo, il quale si classificherà secondo alle spalle del tedesco Marcel Kittel. Il secondo successo arriva a cronometro: Cancellara conquista la prova contro il tempo di Sagres della Volta ao Algarve, precedendo di 5" Tony Martin.
Il 6 marzo successivo conferma l'ottimo stato di forma conquistando per la terza volta in carriera la Strade Bianche: con un attacco sull'ultimo strappo di via Santa Caterina regola infatti il ceco Zdeněk Štybar e l'italiano Gianluca Brambilla. Grazie a questa terza affermazione gli verrà dedicato il tratto di sterrato più duro del percorso, quello di Monte Sante Marie. In seguito partecipa alla Tirreno-Adriatico dove, nonostante gli iniziali problemi influenzali, riesce a conquistare l'ultima frazione, la cronometro sul lungomare di San Benedetto del Tronto, imponendosi con una media superiore ai 54 km/h davanti a Johan Le Bon e Tony Martin. Con questo nuovo successo porta a sei le affermazioni personali nella Corsa dei Due Mari, superando il primato di Francesco Moser fermatosi a cinque vittorie di tappa.

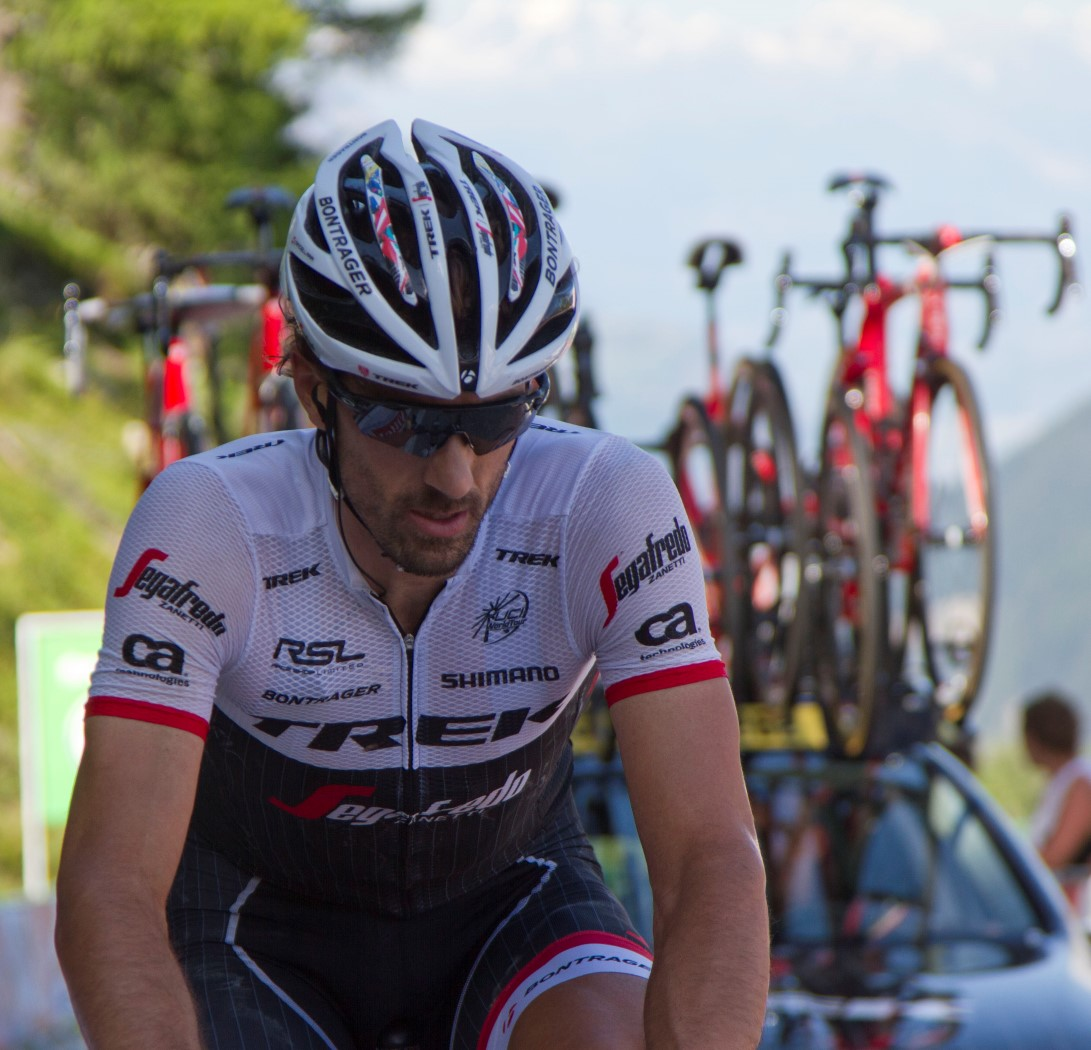
Cancellara in un momento del Tour de France 2016

Il 19 marzo prende il via della 107ª edizione della Milano-Sanremo: tuttavia, a causa della caduta di Fernando Gaviria negli ultimi 300 metri che lo costringe a frenare bruscamente, giunge al traguardo in trentunesima posizione chiudendo il gruppetto regolato dal vincitore Arnaud Démare. In aprile partecipa al Giro delle Fiandre dove si piazza al secondo posto dietro il rivale Peter Sagan dopo aver vanamente cercato di raggiungere lo slovacco, il quale aveva sferrato l'attacco a 33 km dall'arrivo insieme a Michal Kwiatkowski e Sep Vanmarcke e rimasto poi da solo sul Paterberg. La sconfitta acuisce la rivalità con Sagan, nata nel 2013 quando fu lo svizzero a precedere lo slovacco al Giro delle Fiandre 2013. La settimana successiva prende parte alla Parigi-Roubaix; a 45 chilometri dal traguardo, nel settore di pavé di Mons-en-Pévèle, scivola e cade rovinosamente a terra, coinvolgendo altri corridori: riuscirà ciò nonostante a riprendersi e a completare la sua ultima gara sulle pietre al 40º posto.
In maggio è al via del Giro d'Italia: disputa con propositi di vittoria la cronometro di apertura di Apeldoorn, ma a causa dell'influenza non riesce ad andare oltre l'ottavo posto, fallendo l'ultimo assalto alla maglia rosa. I persistenti problemi fisici nel prosieguo della corsa lo costringono inoltre al ritiro al termine della nona tappa. Rientra alle corse al Tour de Suisse aggiudicandosi la breve cronometro di apertura e cogliendo un terzo posto nell'ottava frazione. Poco tempo più tardi si conferma per la decima volta in carriera campione nazionale a cronometro sul tracciato di Martigny, per poi partecipare al Tour de France. La dura corsa a tappe francese risulta avara di successi, con l'elvetico che riesce a mettersi in mostra solamente in occasione della sedicesima tappa quando coglie un sesto posto nella volata di Berna; si ritira a tre giorni dal termine della Grand Boucle con l'obiettivo di affrontare al meglio gli imminenti Giochi Olimpici di Rio de Janeiro.
Nella rassegna a cinque cerchi, dopo essersi messo a disposizione dei più quotati compagni nell'esigente prova in linea, Cancellara vince l'oro nella cronometro, rifilando 47" all'olandese Tom Dumoulin e 1'02" al britannico Chris Froome e bissando in tal modo il successo del 2008. L'affermazione olimpica coincide con l'ultima corsa della carriera per l'elvetico, che chiude così l'attività agonistica, esibendosi un'ultima volta il 12 novembre all'evento Ciao Fabian, a lui dedicato, nel velodromo di Gand.

## Palmarès
- 2000 (Team Argovia Mixte Under-23)

Gran Premio Palio del Recioto
2ª tappa Le Transalsace International (Schiltigheim > Marckolsheim)
Coppa del Grano-Badiola
- 2001 (Mapei-Quick Step, due vittorie)

Prologo International Tour of Rhodes (Rodi, cronometro)
Classifica generale International Tour of Rhodes
- 2002 (Mapei-Quick Step, nove vittorie)

Prologo International Tour of Rhodes (Rodi, cronometro)
Classifica generale International Tour of Rhodes
3ª tappa, 2ª semitappa, Grand Prix Erik Breukink (Bladel, cronometro)
Classifica generale Grand Prix Erik Breukink
ZLM Tour
1ª tappa, 1ª semitappa Österreich-Rundfahrt (Reutte, cronometro)
3ª tappa Bohemia Tour (Žebrák, cronometro)
Grand Prix Eddy Merckx (con László Bodrogi, cronocoppie)
Campionati svizzeri, Prova a cronometro
- 2003 (Fassa Bortolo, tre vittorie)

Prologo Tour de Romandie (Ginevra, cronometro)
4ª tappa Giro del Belgio (Malines, cronometro)
Prologo Tour de Suisse (Egerkingen, cronometro)
- 2004 (Fassa Bortolo, cinque vittorie)

4ª tappa Tour of Qatar (Al Wakrah > Al Wakrah)
1ª tappa Setmana Catalana (Lloret de Mar > Lloret de Mar)
4ª tappa Tour de Luxembourg (Bettembourg, cronometro)
Campionati svizzeri, Prova a cronometro
Prologo Tour de France (Liegi, cronometro)
- 2005 (Fassa Bortolo, quattro vittorie)

4ª tappa Parigi-Nizza (Le Chambon-sur-Lignon > Montélimar)
5ª tappa Setmana Catalana (Palau-solità i Plegamans, cronometro)
4ª tappa Tour de Luxembourg (Bettembourg, cronometro)
Campionati svizzeri, Prova a cronometro
- 2006 (Team CSC, otto vittorie)

5ª tappa Tirreno-Adriatico (Servigliano, cronometro)
Parigi-Roubaix
1ª tappa Volta Ciclista a Catalunya (Salou, cronometro)
Campionati svizzeri, Prova a cronometro
2ª tappa Post Danmark Rundt (Aalestrup > Vejle)
5ª tappa Post Danmark Rundt (Helsingør, cronometro)
Classifica generale Post Danmark Rundt
Campionati del mondo, Prova a cronometro
- 2007 (Team CSC, sei vittorie)

1ª tappa Tour de Suisse (Olten, cronometro)
9ª tappa Tour de Suisse (Berna, cronometro)
Campionati svizzeri, Prova a cronometro
Prologo Tour de France (Londra, cronometro)
3ª tappa Tour de France (Waregem > Compiègne)
Campionati del mondo, Prova a cronometro
- 2008 (Team CSC-Saxo Bank, undici vittorie)

Prologo Tour of California (Palo Alto, cronometro)
Monte Paschi Eroica
5ª tappa Tirreno-Adriatico (Macerata > Recanati, cronometro)
Classifica generale Tirreno-Adriatico
Milano-Sanremo
Prologo Tour de Luxembourg (Lussemburgo, cronometro)
7ª tappa Tour de Suisse (Gruyères > Lyss)
9ª tappa Tour de Suisse (Altdorf > Berna)
Campionati svizzeri, Prova a cronometro
20ª tappa Tour de France (Cérilly > Saint-Amand-Montrond, cronometro)
Giochi olimpici, Prova a cronometro
- 2009 (Team Saxo Bank, nove vittorie)

Prologo Tour of California (Sacramento, cronometro)
1ª tappa Tour de Suisse (Mauren > Ruggell, cronometro)
9ª tappa Tour de Suisse (Berna, cronometro)
Classifica generale Tour de Suisse
Campionati svizzeri, Prova in linea
1ª tappa Tour de France (Monaco, cronometro)
1ª tappa Vuelta a España (Assen, cronometro)
7ª tappa Vuelta a España (Valencia, cronometro)
Campionati del mondo, Prova a cronometro
- 2010 (Team Saxo Bank, otto vittorie)

Classifica generale Tour of Oman
E3 Harelbeke
Giro delle Fiandre
Parigi-Roubaix
1ª tappa Tour de Suisse (Lugano, cronometro)
Prologo Tour de France (Rotterdam, cronometro)
19ª tappa Tour de France (Bordeaux > Pauillac, cronometro)
Campionati del mondo, Prova a cronometro
- 2011 (Team Leopard-Trek, sei vittorie)

7ª tappa Tirreno-Adriatico (San Benedetto del Tronto, cronometro)
E3 Harelbeke
Prologo Tour de Luxembourg (Lussemburgo, cronometro)
1ª tappa Tour de Suisse (Lugano, cronometro)
9ª tappa Tour de Suisse (Sciaffusa, cronometro)
Campionati svizzeri, Prova in linea
- 2012 (RadioShack-Nissan, quattro vittorie)

Strade Bianche
7ª tappa Tirreno-Adriatico (San Benedetto del Tronto, cronometro)
Campionati svizzeri, Prova a cronometro
Prologo Tour de France (Liegi, cronometro)
- 2013 (RadioShack-Leopard, sei vittorie)

E3 Harelbeke
Giro delle Fiandre
Parigi-Roubaix
Campionati svizzeri, Prova a cronometro
7ª tappa Österreich-Rundfahrt (Podersdorf am See, cronometro)
11ª tappa Vuelta a España (Tarazona, cronometro)
- 2014 (Trek Factory Racing, due vittorie)

Giro delle Fiandre
Campionati svizzeri, Prova a cronometro
- 2015 (Trek Factory Racing, due vittorie)

2ª tappa Tour of Oman (Al Hazm Castle > Al Bustan)
7ª tappa Tirreno-Adriatico (San Benedetto del Tronto, cronometro)
- 2016 (Trek-Segafredo, sette vittorie)

Trofeo Serra de Tramuntana
3ª tappa Volta ao Algarve (Sagres, cronometro)
Strade Bianche
7ª tappa Tirreno-Adriatico (San Benedetto del Tronto, cronometro)
1ª tappa Tour de Suisse (Baar, cronometro)
Campionati svizzeri, Prova a cronometro
Giochi olimpici, Prova a cronometro

### Altri successi

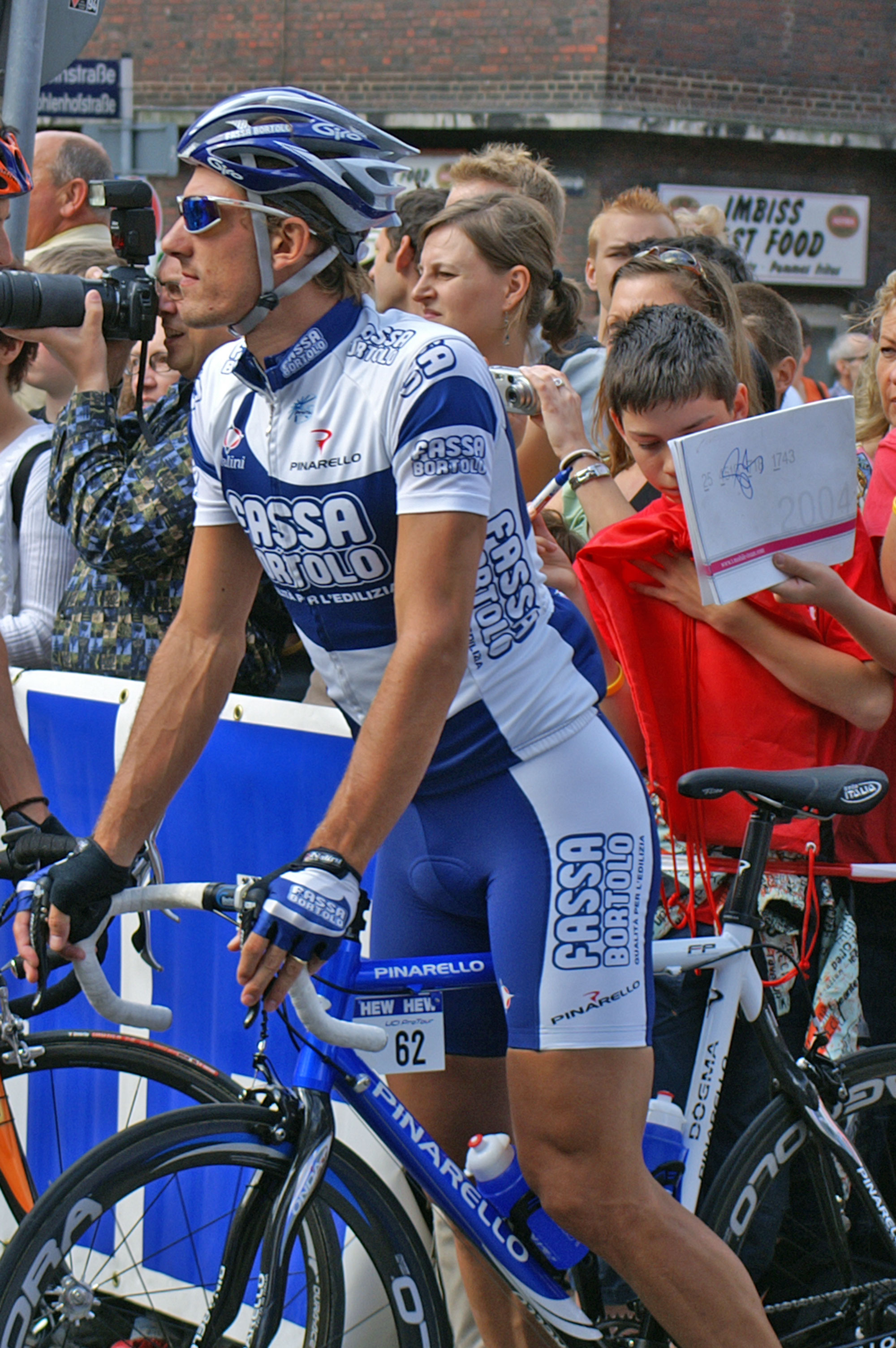
Cancellara alla HEW Cyclassics 2005

- 2001 (Mapei-Quick Step)

Classifica giovani International Tour of Rhodes
- 2002 (Mapei-Quick Step)

Classifica giovani International Tour of Rhodes
Classifica giovani Grand Prix Erik Breukink
- 2003 (Fassa Bortolo)

6ª tappa Tour Méditerranéen (Gémenos > Marsiglia, cronosquadre)
Classifica giovani Driedaagse De Panne - Koksijde
Classifica a punti Tour de Romandie
Classifica giovani Giro dei Paesi Bassi
Criterium Lyss
Criterium Burgdorf
- 2004 (Fassa Bortolo)

Classifica giovani Driedaagse De Panne - Koksijde
- 2005 (Fassa Bortolo)

Classifica giovani Tour de Luxembourg
- 2006 (Team CSC)

Schellenberg Rundfahrt
Classifica giovani Post Danmark Rundt
1ª tappa Vuelta a España (Malaga, cronosquadre)
- 2007 (Team CSC)

Wiesbauer Rathauskriterium
Grand Prix de la Ville de Luxembourg-Gala Tour de France
2ª tappa Deutschland Tour (Bretten, cronosquadre)
- 2008 (Team CSC-Saxo Bank)

Classifica a punti Tour de Suisse
1ª tappa Tour de Pologne (Varsavia, cronosquadre)
- 2009 (Team Saxo Bank)

Classifica a punti Tour de Suisse
Profronde van Wateringen
Critérium de Montreux
- 2010 (Team Saxo Bank)

Criterium van Aalst
- 2011 (Team Leopard-Trek)

1ª tappa Vuelta a España (Benidorm, cronosquadre)
- 2014 (Trek Factory Racing)

Dernycriterium van Antwerpen
- 2016 (Trek-Segafredo)

Grote Prijs Stad Kortrijk
Criterium van Bavikhove

## Piazzamenti

### Grandi Giri
- Giro d'Italia

2007: non partito (12ª tappa)
2009: non partito (12ª tappa)
2016: non partito (10ª tappa)
- Tour de France

2004: 109º
2005: 128º
2007: 100º
2008: 64º
2009: 91º
2010: 121º
2011: 119º
2012: non partito (11ª tappa)
2014: non partito (11ª tappa)
2015: non partito (4ª tappa)
2016: non partito (18ª tappa)
- Vuelta a España

2006: ritirato (16ª tappa)
2009: non partito (14ª tappa)
2010: ritirato (19ª tappa)
2011: non partito (17ª tappa)
2013: non partito (18ª tappa)
2014: non partito (18ª tappa)
2015: ritirato (3ª tappa)

### Classiche monumento
- Milano-Sanremo

2006: 25º
2007: 110º
2008: vincitore
2010: 17º
2011: 2º
2012: 2º
2013: 3º
2014: 2º
2015: 7º
2016: 31º
- Giro delle Fiandre

2003: 73º
2004: 42º
2005: 62º
2006: 6º
2007: 53º
2008: 23º
2009: ritirato
2010: vincitore
2011: 3º
2012: ritirato
2013: vincitore
2014: vincitore
2016: 2º
- Parigi-Roubaix

2003: ritirato
2004: 4º
2005: 8º
2006: vincitore
2007: 19º
2008: 2º
2009: 49º
2010: vincitore
2011: 2º
2013: vincitore
2014: 3º
2016: 40º

### Competizioni mondiali
- Campionati del mondo

Valkenburg 1998 - Cronometro Juniores: vincitore
Verona 1999 - Cronometro Juniores: vincitore
Plouay 2000 - Cronometro Under-23: 2º
Lisbona 2001 - Cronometro Elite: 16º
Zolder 2002 - Cronometro Elite: 9º
Zolder 2002 - In linea Elite: 148º
Hamilton 2003 - Cronometro Elite: 18º
Hamilton 2003 - In linea Elite: ritirato
Verona 2004 - Cronometro Elite: 8º
Verona 2004 - In linea Elite: ritirato
Madrid 2005 - Cronometro Elite: 3º
Madrid 2005 - In linea Elite: 123º
Salisburgo 2006 - Cronometro Elite: vincitore
Salisburgo 2006 - In linea Elite: 31º
Stoccarda 2007 - Cronometro Elite: vincitore
Stoccarda 2007 - In linea Elite: ritirato
Mendrisio 2009 - Cronometro Elite: vincitore
Mendrisio 2009 - In linea Elite: 5º
Melbourne 2010 - Cronometro Elite: vincitore
Melbourne 2010 - In linea Elite: 50º
Copenaghen 2011 - Cronometro Elite: 3º
Copenaghen 2011 - In linea Elite: 4º
Toscana 2013 - Cronosquadre: 5º
Toscana 2013 - Cronometro Elite: 3º
Toscana 2013 - In linea Elite: 10º
Ponferrada 2014 - Cronosquadre: 7º
Ponferrada 2014 - In linea Elite: 11º
- Giochi olimpici

Atene 2004 - In linea: ritirato
Atene 2004 - Cronometro: 9º
Pechino 2008 - In linea: 2º
Pechino 2008 - Cronometro: vincitore
Londra 2012 - In linea: 106º
Londra 2012 - Cronometro: 7º
Rio de Janeiro 2016 - In linea: 34º
Rio de Janeiro 2016 - Cronometro: vincitore
- UCI ProTour/Calendario mondiale UCI/UCI World Tour

UCI ProTour 2005: 42º
UCI ProTour 2006: 22º
UCI ProTour 2007: 69º
UCI ProTour 2008: 89º
Calendario mondiale UCI 2009: 23º
Calendario mondiale UCI 2010: 14º
UCI World Tour 2011: 12º
UCI World Tour 2012: 37º
UCI World Tour 2013: 7º
UCI World Tour 2014: 11º
UCI World Tour 2015: 67º
UCI World Tour 2016: 22º

## Riconoscimenti
- Mendrisio d'Argento del Velo Club Mendrisio nel 1998
- Mendrisio d'Oro del Velo Club Mendrisio nel 2006 e 2008
- Sportivo svizzero dell'anno nel 2008 e 2016
- Trofeo Internazionale Flandrien del quotidiano Het Nieuwsblad nel 2008 e 2010
- Vélo d'Or della rivista Vélo Magazine nel 2010
- Premio Franco Ballerini nel 2010
- Trofeo AIJC dell'Associazione Internazionale dei Giornalisti del Ciclismo nel 2010
- Ciclista dell'anno della rivista Cyclingnews nel 2010
- Ciclista svizzero dell'anno nel 2010 e 2014
- Lifetime Achievement Award del quotidiano Het Nieuwsblad nel 2016
- Premio speciale del Velo Club Mendrisio nel 2016
- Membro della Laureus World Sports Academy dal 2016